# Francisco Aguilar Barquero

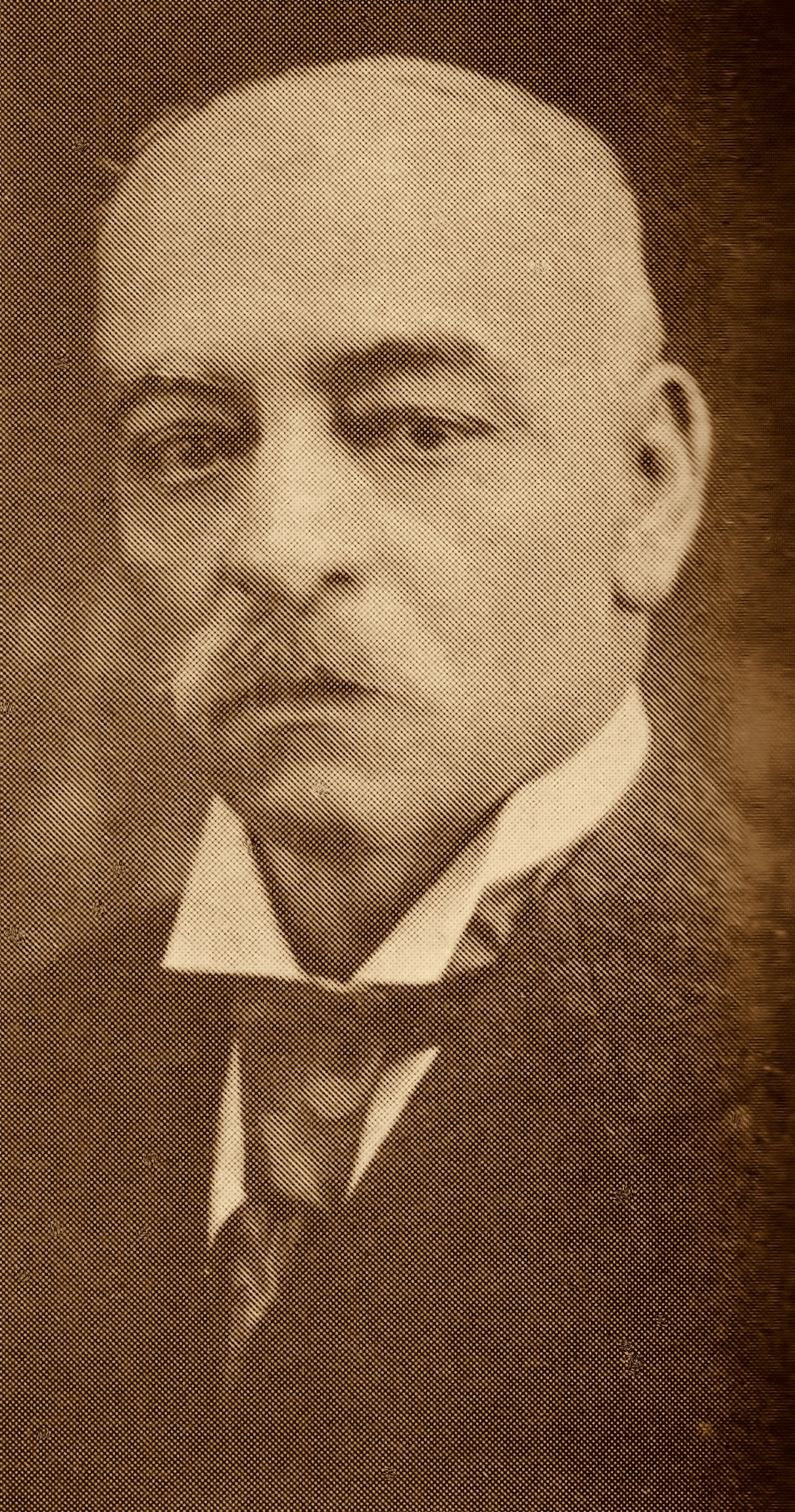
Francisco Aguilar Barquero

Francisco Aguilar Barquero (* 21. Mai 1857 in Cartago; † 11. Oktober 1924 in San José) war vom 2. September 1919 bis zum 8. Mai 1920 Präsident von Costa Rica.

## Leben

### Herkunft und frühe Laufbahn
Seine Eltern waren María Sacramento Barquero und Francisco Aguilar Cubero. Er heiratete in Cartago am 20. September 1880 Natalia Morúa Ortiz, die Tochter von María Josefa Clara Ortiz y Campos und Rafael Morúa y Quirós. In dieser Ehe wurden acht Kinder geboren: Jorge Arturo, Manuel, Sara, Arturo, José Luis, Rubén, Marco Tulio und Jorge Aguilar Morúa.
Er war Lehrer, später studierte er Rechtswissenschaft und erhielt im August 1881 eine Zulassung als Rechtsanwalt an der Universidad de Santo Tomás. Er war Strafrichter, Professor an der Escuela de Derecho, Nachrückrichter beim obersten Gericht von Costa Rica und Vorsitzender der Rechtsanwaltskammer.
Er war Gouverneur von Cartago und Puerto Limón, von 1888 bis 1889 Abgeordneter für Puerto Limón, 1889 war er Kriegs- und Marineminister. Von 1890 bis 1892 war er Parlamentsabgeordneter für Cartago, von 1912 bis 1916 war er Parlamentsabgeordneter für San José und von 1914 bis 1917 dritter Stellvertreter von Präsident Alfredo González Flores.

### Präsidentschaft
Am 9. August 1919 wurde Juan Bautista Quirós Segura Stellvertreter des Präsidenten Federico Alberto Tinoco Granados. Am 12. August 1919 übertrug Federico Alberto Tinoco Granados, Juan Bautista Quirós Segura geschäftsführend die Amtsgeschäfte.
Julio Acosta García war im Exil in Nicaragua. Als Federico Alberto Tinoco Granados am 12. August 1919 aus der US-Beobachtung über den Puerto Limón Costa Rica verließ, wurde Acosta in New York als Präsident von Costa Rica ausgerufen, und beauftragte Francisco Aguilar Barquero freie Wahlen zu arrangieren.
Das Parlament nahm am 20. August 1919 den Rücktritt von Federico Alberto Tinoco Granados an.
Am 27. August 1919 wurde General José Joaquín Tinoco Granados getötet.
Die Präsidentschaft von Juan Bautista Quirós Segura wurde, wie die vorher von Federico Alberto Tinoco Granados, von US-Präsident Woodrow Wilson und der Regierung der USA nicht anerkannt. Vor der Möglichkeit einer bewaffneten Intervention gab er das Präsidentenamt am 2. September 1919 an Francisco Aguilar Barquero.
Die US-Regierung hatte den Botschafter Stewart Johnson am 5. Dezember 1918 abberufen, übermittelte aber, dass Francisco Aguilar Barquero in seiner Funktion als dritter Stellvertreter des Präsidenten Alfredo González Flores die Amtsgeschäfte führen sollte. Francisco Aguilar Barquero hatte sich ausgedungen, dass er die Geschäfte nicht als dritter Stellvertreter, sondern als Interimspräsident führen sollte. Er setzte die Verfassung von 1870 wieder in Kraft und rief für Dezember 1920 Präsidentschaftswahlen aus. Er widerrief die Kriegserklärung gegen das Deutsche Reich, wodurch Costa Rica keine Siegernation des Ersten Weltkrieges wurde. Da die Regierung Federico Alberto Tinoco Granados mit einer viertel Million USD, Kind und Kegel sich als Auslandsvertretung Costa Ricas abgesetzt hatte, wurde ein Gesetz zum Konsularwesen dekretiert.